# Rasines
Rasines ist eine Gemeinde in der spanischen Autonomen Region Kantabrien. Es handelt sich um eine Berggemeinde im Osten Kantabriens, an der Kantabrischen Landstraße, die im Westen vom Fluss Asón begrenzt wird und von den Bächen Silencio und Ruhermosa durchquert wird, die sich zum Fluss Bernales vereinen. 

## Orte
- Casavieja
- Cereceda
- El Cerro
- La Edilla
- Fresno
- Helguera
- Lombera
- Ojébar
- Rasines (Hauptort)
- Rocillo
- Santa Cruz
- Torcollano
- La Vega
- Villaparte

## Bevölkerungsentwicklung
| 1842 | 1900 | 1950 | 1981 | 1991 | 2001 | 2011 |
| ---- | ---- | ---- | ---- | ---- | ---- | ---- |
| 1558 | 1487 | 1657 | 1111 | 1069 | 959  | 1023 |

## Wirtschaft
Die Wirtschaft basiert auf der Landwirtschaft, der Viehzucht und Dienstleistungen, insbesondere Tourismus.